# MobileNAV

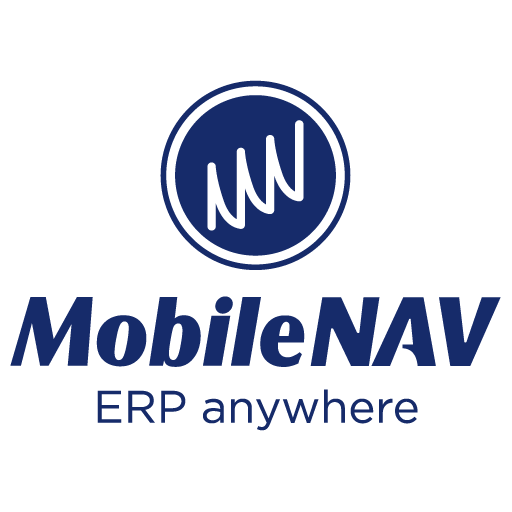

A MobileNAV a Microsoft Dynamics NAV vállalatirányítási rendszer mobil eszközökre fejlesztett üzleti alkalmazása, amely iOS, Android, Windows és Windows CE/Mobile platformokról érhető el. 
A mobil eszközökön elérhető megoldás a távoli munkavégzést teszi lehetővé, ezért elsősorban az irodán kívül dolgozó értékesítő, szervizes, raktárkezelő, projektkezelő stb. dolgozók számára ajánlott.

## 6 érv, amiért érdemes a MobileNAV-ot választania?
- Online és offline mód: A mobil applikáció internet hozzáférés nélkül is működőképes. Minden offline módban eszközölt módosítást tárol és szinkronizálja a Dynamics NAV (Navision) szerverrel, amikor csatlakozik az internethez
- Testreszabhatóság: Mivel minden vállalat egyedi, úgy tervetük meg a mobil alkalmazást, hogy gyorsan és egyszerűen konfigurálható legyen, épp mint a Dynamics NAV (Navision) rendszere
- Felhasználóbarát, egyszerű használat: Az ergonomikus és intuitív felület azonnal, külön képzés vagy tréning nélkül használható
- Platform és eszközfüggetlen: A MobileNAV valamennyi népszerű platformon működik, így akár már meglévő eszközein is használható
- Jövőbiztos: Mobil megoldásunkat folyamatosan fejlesztjük, hogy mindig megfeleljen a legújabb technológiáknak, valamint együtt tudjon működni a legújabb operációs rendszerekkel és Microsoft Dynamics NAV verziókkal.
- Teljes lefedettség: Kiterjedt partner hálózatunknak köszönhetően a MobileNAV megoldás a világ bármely pontján elérhető.

## Előnyei
- Könnyen kezelhető
- Online és offline is használható
- Biztonság és adatvédelem
- Platform és eszköz független
- Jól testreszabható
- Jövőbiztos
- Szerepkör-alapú perszonalizáció
- Intiutív felhasználói felület
- Teljes lefedettség
- Divatos elrendezés

## Hírek
- Legfrissebb híreink, tanulmányaink és érdekességeink elérhetők ide kattintva
- Gyakran ismételt kérdések megtekintéséhez kattintson Archiválva 2016. december 20-i dátummal a Wayback Machine-ben
- Meglévő partnereink listája elérhető az alábbi linken

## Közösségi oldalaink
- Facebook
- Linkedin
- Google Plus
- YouTube
- Twitter

## Konferenciák
- 2016
  - Directions US in Chandler, AZ
  - NAVUG Summit in Tampa, FL
  - Directions EME in Prague, Czech Republic
- 2015
  - NAV Techdays in Antwerp, Belgium
  - Directions US in Orlando, FL
  - Directions EME in Mannheim, Germany
  - Convergence US in Atlanta, GA
- 2014
  - NAV Techdays in Antwerp, Belgium
  - Directions in San Diego, CA
  - Directions EME in Poznan, Poland
  - Convergence in Atlanta, GA
  - WPC in Washington, D.C.
- 2013
  - Techdays, Gold Sponsor (Belgium, Antwerpen)
  - Directions, Silver Sponsor (Nashville, TN)
  - Directions EMEA, Silver Sponsor (Ausztria, Bécs)
  - Convergence (New Orleans, Los Angeles)
- 2012
  - Directions, Silver Sponsor (Arizona, Phoenix)
  - NAV Tech Days, Gold Sponsor (Belgium, Antwerpen)
  - Directions EMEA, Bronze Sponsor (Olaszország, Róma)

## MobileNAV letöltése
- Android okostelefon és tablet
- iPhone és iPad
- Windows 8 és 10 tablet
- Windows Phone
- Windows CE/Moblie[halott link]
- Blackberry

## Esettanulmányok
- MobileNAV implementálás JYSK Baltija:
- Amikor a Microsoft Dynamics NAV kimozdul az irodából- Herlitz Hungária Kft.: http://www.multisoft.hu/images/herlitz_esettanulmny.pdf%5B%5D
- Raktárkezelés, projektkezelés, termeléstervezés, ügyfélkapcsolat-kezelés: http://www.multisoft.hu/images/raktarkezeles-projektkezeles-termelestervezes-crm.pdf%5B%5D